# Ostrea affinis
Ostrea affinis (лат. Ostrea affinis) врста је шкољки из породице правих острига (Ostreidae).

## Статус
Неприхваћен

## Прихваћено име
Dendostrea folium (Linnaeus, 1758)

## Оригинални извор
- Petit, R. E. (2009). George Brettingham Sowerby, I, II & III: their conchological publications and molluscan taxa. Zootaxa. 2189: 1–218., расположиво онлајн на http://www.mapress.com/zootaxa/2009/f/z02189p218f.pdf